# Трећи камен од Сунца
Трећи камен од Сунца (енгл. 3rd Rock from the Sun) је амерички научно-фантастични ситком емитован од 1996. до 2001. године на Ен-Би-Си телевизијској мрежи. Заплет почиње кад четири ванземаљска бића која су, преузевши људска обличја дошла на земљу, за њих безначајну планету Сунчевог система, како би проучили људску врсту и њен начин живота.

## Радња
Четири ванземаљца стижу на Земљу, формирају људска тела и преузимају идентитет Дика, Сали, Харија и Томиа - породице Соломон. Њихов циљ је спровођење експеримената и посматрање живота на овој планети. Соломонови ће пронаћи стан код газдарице госпође Дубчек у Радерфорду, Охајо, измишљеном граду, где су слетели. Дик налази посао као професор физике. Ту упознаје колегиницу Мери Олбрајт са којом дели канцеларију. Временом њихово пријатељство прелази у љубавну везу. Сали налази момка, полицајца Дона. Хари се заљубљује у Вики, кћер госпође Дабчик. Томи се заљубљује у девојку Август.

## Ликови
Дик Соломон - „Главни командант“, вођа групе ванземаљаца и глава породице Соломон. Ради као професор физике на Пенделтон колеџу.
Сали Соломон - као ванземаљац је официр обавештајац, а на Земљи је Дикова сестра, приказана као ратоборна мушкарача.
Хари Соломон - официр за везу, најглупљи члан тима.
Томи Соломон - најстарији ванземаљац, официр обавештајац, који је добио тело тинејџера и задатак да се инфилтрира у средњу школу.
др Мери Олбрајт - Дикова колегиница.
Нина - Дикова саркастична секретарица.

## Улоге
| Глумац             | Улога           |
| ------------------ | --------------- |
| Џон Литгоу         | Дик Соломон     |
| Кристин Џонсон     | Сали Соломон    |
| Френч Стјуарт      | Хари Соломон    |
| Џозеф Гордон-Левит | Томи Соломон    |
| Џејн Кертин        | др Мери Олбрајт |
| Симби Кали         | Нина Кембел     |
| Вејн Најт          | полицајац Дон   |
| Елмари Вендел      | госпођа Дабчик  |
| Џен Хукс           | Вики Дабчик     |
| Шеј Астар          | Август          |

## Сезоне
| Сезона | Сезона | Епизода | Премијерно емитовање | Премијерно емитовање |
| Сезона | Сезона | Епизода | Почетак емитовања    | Завршетак емитовања  |
| ------ | ------ | ------- | -------------------- | -------------------- |
|        | 1      | 20      | 9. јануар 1996.      | 21. мај 1996.        |
|        | 2      | 26      | 22. септембар 1996.  | 18. мај 1997.        |
|        | 3      | 27      | 24. септембар 1997.  | 20. мај 1998.        |
|        | 4      | 24      | 23. септембар 1998.  | 25. мај 1999.        |
|        | 5      | 22      | 21. септембар 1999.  | 23. мај 2000.        |
|        | 6      | 20      | 24. октобар 2000.    | 22. мај 2001.        |